# Naviculaire
Ne doit pas être confondu avec Os naviculaire.

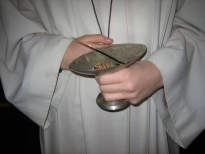
Naviculaire.

Le naviculaire (du latin navicula, « petit bateau, carène de navire »), appelé aussi porte-navette, est le servant d'autel qui porte la navette, petit récipient en forme de bateau qui contient les grains d'encens. Durant toute la messe de rite romain, il accompagne généralement le thuriféraire qui porte l'encensoir.